# Tsjechië op de Olympische Winterspelen 2018
Tsjechië was een van de deelnemende landen aan de Olympische Winterspelen 2018 in Pyeongchang, Zuid-Korea.

## Medailleoverzicht
| Sport       | Olympiër          | Onderdeel                | Medaille |
| ----------- | ----------------- | ------------------------ | -------- |
| Alpineskiën | Ester Ledecká     | super g (v)              | Goud     |
| Snowboarden | Ester Ledecká     | parallelreuzenslalom (v) | Goud     |
| Biatlon     | Michal Krčmář     | sprint (m)               | Zilver   |
| Schaatsen   | Martina Sáblíková | 5000 m (v)               | Zilver   |
| Biatlon     | Veronika Vítková  | sprint (v)               | Brons    |
| Schaatsen   | Karolína Erbanová | 500 m (v)                | Brons    |
| Snowboarden | Eva Samková       | snowboardcross (v)       | Brons    |

## Deelnemers en resultaten
(m) = mannen, (v) = vrouwen 

### Alpineskiën
| Olympiër                                                                                        | Onderdeel        | Resultaat | Prestatie                                                           |
| ----------------------------------------------------------------------------------------------- | ---------------- | --------- | ------------------------------------------------------------------- |
| Ondřej Berndt                                                                                   | combinatie (m)   | 16e       | afdaling: 1.21,81 (34e) slalom: 48,10 (10e) totaal: 2.09,91 (+3,39) |
| Ondřej Berndt                                                                                   | reuzenslalom (m) | DNF       | 1e run: niet gefinisht                                              |
| Ondřej Berndt                                                                                   | slalom (m)       | DNF       | 1e run: niet gefinisht                                              |
| Ondřej Berndt                                                                                   | super g (m)      | 35e       | 1.28,30 (+3,86)                                                     |
| Filip Forejtek                                                                                  | combinatie (m)   | DNF       | afdaling: 1.22,56 (45e) slalom: niet gefinisht                      |
| Filip Forejtek                                                                                  | afdaling (m)     | 38e       | 1.44,79 (+4,54)                                                     |
| Filip Forejtek                                                                                  | reuzenslalom (m) | 31e       | 1e run: 1.12,91 (36e) 2e run: 1.13,16 (32e) totaal: 2.26,07 (+8,03) |
| Filip Forejtek                                                                                  | slalom (m)       | DNF       | 1e run: niet gefinisht                                              |
| Filip Forejtek                                                                                  | super g (m)      | 34e       | 1.28,06 (+3,62)                                                     |
| Jan Hudec                                                                                       | afdaling (m)     | 45e       | 1.46,42 (+6,17)                                                     |
| Jan Hudec                                                                                       | super g (m)      | DNF       | niet gefinisht                                                      |
| Adam Kotzmann                                                                                   | reuzenslalom (m) | DNF       | 1e run: niet gefinisht                                              |
| Adam Kotzmann                                                                                   | slalom (m)       | DNF       | 1e run: niet gefinisht                                              |
| Jan Zabystřan                                                                                   | combinatie (m)   | DNF       | afdaling: 1.23,65 (54e) slalom: niet gefinisht                      |
| Jan Zabystřan                                                                                   | afdaling (m)     | 46e       | 1.46,60 (+6,35)                                                     |
| Jan Zabystřan                                                                                   | reuzenslalom (m) | DNF       | 1e run: niet gefinisht                                              |
| Jan Zabystřan                                                                                   | slalom (m)       | DNF       | 1e run: niet gefinisht                                              |
| Jan Zabystřan                                                                                   | super g (m)      | 40e       | 1.29,68 (+5,24)                                                     |
|                                                                                                 |                  |           |                                                                     |
| Gabriela Capová                                                                                 | reuzenslalom (v) | 29e       | 1e run: 1.15,80 (34e) 2e run: 1.11,62 (27e) totaal: 2.27,42 (+7,40) |
| Gabriela Capová                                                                                 | slalom (v)       | DNF       | 1e run: 52,96 (33e) 2e run: niet gefinisht                          |
| Martina Dubovská                                                                                | reuzenslalom (v) | DNF       | 1e run: niet gefinisht                                              |
| Martina Dubovská                                                                                | slalom (v)       | 29e       | 1e run: 52,90 (32e) 2e run: 51,87 (29e) totaal: 1.44,77 (+6,14)     |
| Ester Ledecká                                                                                   | reuzenslalom (v) | 23e       | 1e run: 1.14,62 (29e) 2e run: 1.10,07 (16e) totaal: 2.24,69 (+4,67) |
| Ester Ledecká                                                                                   | super g (v)      | Goud      | 1.21,11                                                             |
| Kateřina Pauláthová                                                                             | combinatie (v)   | 17e       | afdaling: 144,83 (20e) slalom: 44,26 (17e) totaal: 2.29,09 (+8,19)  |
| Kateřina Pauláthová                                                                             | afdaling (v)     | 26e       | 1.44,69 (+5,47)                                                     |
| Kateřina Pauláthová                                                                             | reuzenslalom (v) | DNF       | 1e run: niet gefinisht                                              |
| Kateřina Pauláthová                                                                             | super g (v)      | 33e       | 1.24,48 (+3,37)                                                     |
|                                                                                                 |                  |           |                                                                     |
| Gabriela Capová Martina Dubovská Kateřina Pauláthová Ondřej Berndt Filip Forejtek Jan Zabystran | landenwedstrijd  | 1/8F      | 1/8F: 1-3 Italië                                                    |

### Biatlon
| Olympiër                                                           | Onderdeel          | Resultaat | Prestatie                                                                                            |
| ------------------------------------------------------------------ | ------------------ | --------- | --- |
| Michal Krčmář                                                      | individueel (m)    | 7e        | 49.19,3 (+1.15,5) pen.: 1 (0 + 1 + 0 + 0)                                                            |
| Michal Krčmář                                                      | sprint (m)         | Zilver    | 23.43,2 (+4,4) pen.: 0 (0 + 0)                                                                       |
| Michal Krčmář                                                      | achtervolging (m)  | 30e       | 36.41,6 (+3.49,9) pen.: 7 (2 + 0 + 3 + 2)                                                            |
| Michal Krčmář                                                      | massastart (m)     | 26e       | 38.09,9 (+2.22,6) pen.: 5 (1 + 1 + 1 + 2)                                                            |
| Ondřej Moravec                                                     | individueel (m)    | 12e       | 49.56,9 (+1.53,1) pen.: 1 (0 + 0 + 0 + 1)                                                            |
| Ondřej Moravec                                                     | sprint (m)         | 29e       | 24.46,7 (+1.07,9) pen.: 1 (1 + 0)                                                                    |
| Ondřej Moravec                                                     | achtervolging (m)  | 51e       | 38.45,9 (+5.54,2) pen.: 8 (1 + 2 + 2 + 3)                                                            |
| Ondřej Moravec                                                     | massastart (m)     | 11e       | 36.23,6 (+36,3) pen.: 1 (0 + 0 + 0 + 1)                                                              |
| Michal Šlesingr                                                    | individueel (m)    | 45e       | 52.35,5 (+4.31,7) pen.: 4 (0 + 3 + 0 + 1)                                                            |
| Michal Šlesingr                                                    | sprint (m)         | 69e       | 26.06,0 (+2.27,2) pen.: 4 (0 + 4)                                                                    |
| Adam Václavík                                                      | individueel (m)    | 67e       | 54.31,7 (+6.27,9) pen.: 6 (0 + 4 + 1 + 1)                                                            |
| Adam Václavík                                                      | sprint (m)         | 73e       | 26.15,4 (+2.36,6) pen.: 4 (2 + 2)                                                                    |
| Ondřej Moravec Michal Šlesingr Jaroslav Soukup Michal Krčmář       | estafette (m)      | 7e        | 18.58,1 / 0+0 0+3 18.36,5 / 0+1 0+0 20.40,3 / 0+1 1+3 21.08,7 / 0+2 1+3 totaal: 1:19.23,6 / 0+4 2+9  |
|                                                                    |                    |           | |
| Markéta Davidová                                                   | individueel (v)    | 57e       | 47.06,7 (+5.59,5) pen.: 5 (1 + 1 + 0 + 3)                                                            |
| Markéta Davidová                                                   | sprint (v)         | 15e       | 22.03,3 (+57,1) pen.: 1 (1 + 0)                                                                      |
| Markéta Davidová                                                   | achtervolging (v)  | 25e       | 33.29,8 (+2.54,5) pen.: 6 (1 + 2 + 1 + 2)                                                            |
| Markéta Davidová                                                   | massastart (v)     | 18e       | 37.23,8 / 0+1 1+1 (+2.00,8)                                                                          |
| Jessica Jislová                                                    | individueel (v)    | 72e       | 49.00,6 (+7.53,4) pen.: 5 (1 + 1 + 0 + 3)                                                            |
| Jessica Jislová                                                    | sprint (v)         | 23e       | 22.29,1 (+1.22,9) pen.: 1 (1 + 0)                                                                    |
| Jessica Jislová                                                    | achtervolging (v)  | 23e       | 33.24,3 (+2.49,0) pen.: 3 (0 + 1 + 1 + 1)                                                            |
| Eva Puskarčíková                                                   | individueel (v)    | 44e       | 46.22,0 (+5.14,8) pen.: 3 (1 + 0 + 2 + 0)                                                            |
| Eva Puskarčíková                                                   | sprint (v)         | 43e       | 23.19,8 (+2.13,6) pen.: 3 (2 + 1)                                                                    |
| Eva Puskarčíková                                                   | achtervolging (v)  | 32e       | 33.53,8 (+3.18,5) pen.: 3 (2 + 1 + 0 + 0)                                                            |
| Veronika Vítková                                                   | individueel (v)    | 18e       | 44.31,5 (+3.24,3) pen.: 3 (1 + 1 + 1 + 0)                                                            |
| Veronika Vítková                                                   | sprint (v)         | Brons     | 21.32,0 (+25,8) pen.: 1 (0 + 1)                                                                      |
| Veronika Vítková                                                   | achtervolging (v)  | 7e        | 32.12,6 (+1.37,3) pen.: 3 (0 + 1 + 0 + 2)                                                            |
| Veronika Vítková                                                   | massastart (v)     | 14e       | 36.57,8 / 0+0 0+1 (+1.34,8)                                                                          |
| Eva Puskarčíková Jessica Jislová Markéta Davidová Veronika Vítková | estafette (v)      | 12e       | 17.21,4 / 0+1 0+2 19.56,1 / 0+0 2+3 18.57,9 / 0+0 2+3 17.44,3 / 0+0 0+2 totaal: 1:13.59,7 / 0+1 4+10 |
|                                                                    |                    |           | |
| Veronika Vítková Markéta Davidová Ondřej Moravec Michal Krčmář     | gemengde estafette | 8e        | 16.07,4 / 0+2 0+1 16.54,6 / 0+3 0+0 18.24,4 / 0+0 0+1 18.47,2 / 0+0 0+1 totaal: 1:10.13,6 / 0+5 0+3  |

### Bobsleeën
| Olympiër                                                 | Onderdeel       | Resultaat | Prestatie                               |
| -------------------------------------------------------- | --------------- | --------- | --------------------------------------- |
| Dominik Dvořák Jakub Nosek                               | tweemansbob (m) | 17e       | 3.18,86 (49,70 / 49,63 / 49,67 / 49,86) |
| Jan Vrba Jakub Havlín                                    | tweemansbob (m) | 23e       | 2.29,86 (49,93 / 50,07 / 49,86)         |
| Dominik Dvořák Jaroslav Kopřiva Jan Šindelář Jakub Nosek | viermansbob (m) | 21e       | 2.29,09 (49,07 / 49,97 / 50,05)         |
| Jan Vrba Dominik Suchý David Egydy Jan Stokláska         | viermansbob (m) | 24e       | 2.29,59 (49,73 / 49,81 / 50,05)         |

### Freestyleskiën
| Olympiër       | Onderdeel    | Resultaat | Prestatie                                                               |
| -------------- | ------------ | --------- | ----------------------------------------------------------------------- |
| Nikol Kucerová | skicross (v) | KF        | plaatsingsronde: 1.15,61 (+2,61); 13e 1/8F, serie 4: 2e KF, serie 2: 4e |

### Kunstrijden
| Olympiër                     | Onderdeel | Resultaat | Prestatie                                    |
| ---------------------------- | --------- | --------- | -------------------------------------------- |
| Michal Březina               | mannen    | 16e       | 246.07 (korte kür: 85.15, vrije kür: 160.92) |
| Anna Dušková Martin Bidař    | paren     | 14e       | 186.33 (korte kür: 63.25, vrije kür: 123.08) |
| Cortney Mansour Michal Češka | ijsdansen | 23e       | 53.53 (korte kür: 53.53)                     |

### Langlaufen
| Olympiër                                                               | Onderdeel             | Resultaat | Prestatie                                                      |
| ---------------------------------------------------------------------- | --------------------- | --------- | -------------------------------------------------------------- |
| Martin Jakš                                                            | 15 km vrije stijl (m) | 16e       | 35.05,2 (+1.21,3)                                              |
| Martin Jakš                                                            | 30 km skiatlon (m)    | 9e        | 1:16.53,8 (+33,8)                                              |
| Martin Jakš                                                            | 50 km klassiek (m)    | 8e        | 2:12.32,6 (+4.10,5)                                            |
| Petr Knop                                                              | 15 km vrije stijl (m) | 24e       | 35.35,5 (+1.51,6)                                              |
| Petr Knop                                                              | 30 km skiatlon (m)    | 38e       | 1:20.12,1 (+3.52,1)                                            |
| Petr Knop                                                              | 50 km klassiek (m)    | 55e       | 2:29.20,9 (+20.58,8)                                           |
| Michal Novák                                                           | sprint (m)            | 60e       | kwalificatie: 3.28,33 (+19,79)                                 |
| Michal Novák                                                           | 15 km vrije stijl (m) | 46e       | 36.42,4 (+2.58,5)                                              |
| Aleš Razým                                                             | sprint (m)            | 43e       | kwalificatie: 3.21,05 (+12,51)                                 |
| Aleš Razým                                                             | 15 km vrije stijl (m) | 30e       | 35.59,0 (+2.15,1)                                              |
| Aleš Razým                                                             | 30 km skiatlon (m)    | 55e       | 1:23.33,8 (+7.13,8)                                            |
| Aleš Razým                                                             | 50 km klassiek (m)    | 41e       | 2:22.06,8 (+13.44,7)                                           |
| Miroslav Rypl                                                          | sprint (m)            | 58e       | kwalificatie: 3.27,46 (+18,92)                                 |
| Miroslav Rypl                                                          | 50 km klassiek (m)    | DNF       | niet gefinisht                                                 |
| Martin Jakš Aleš Razým                                                 | teamsprint (m)        | 7e        | halve finale-1: 16.08,78 (+9,94); 5e finale: 16.24,83 (+28,57) |
| Aleš Razým Martin Jakš Petr Knop Michal Novák                          | estafette (m)         | 10e       | 25.55,9 25.22,0 22.33,5 23.31,6 totaal: 1:37.23,0 (+4.18,1)    |
|                                                                        |                       |           |                                                                |
| Kateřina Beroušková                                                    | sprint (v)            | 26e       | kwalificatie: 3.20,09 (+11,35) (23e) KF-3: 6e (+16,35)         |
| Kateřina Beroušková                                                    | 10 km vrije stijl (v) | 45e       | 28.14,4 (+3.13,9)                                              |
| Kateřina Beroušková                                                    | 15 km skiatlon (v)    | 38e       | 44.32,7 (+3.47,8)                                              |
| Kateřina Beroušková                                                    | 30 km klassiek (v)    | 23e       | 1:31.41,4 (+9.23,8)                                            |
| Karolína Grohová                                                       | sprint (v)            | 43e       | kwalificatie: 3.30,91 (+22,17)                                 |
| Barbora Havlíčková                                                     | 10 km vrije stijl (v) | 59e       | 29.00,7 (+4.00,2)                                              |
| Barbora Havlíčková                                                     | 15 km skiatlon (v)    | 43e       | 45.12,1 (+4.27,2)                                              |
| Petra Hynčicová                                                        | sprint (v)            | 45e       | kwalificatie: 3.32,03 (+23,29)                                 |
| Petra Hynčicová                                                        | 10 km vrije stijl (v) | 60e       | 29.09,9 (+4.09,4)                                              |
| Petra Hynčicová                                                        | 15 km skiatlon (v)    | 47e       | 45.42,4 (+4.57,5)                                              |
| Petra Hynčicová                                                        | 30 km klassiek (v)    | 39e       | 1:39.14,7 (+16.57,1)                                           |
| Petra Nováková                                                         | 10 km vrije stijl (v) | 28e       | 27.33,8 (+2.33,3)                                              |
| Petra Nováková                                                         | 15 km skiatlon (v)    | 28e       | 43.55,6 (+3.10,7)                                              |
| Kateřina Beroušková Petra Nováková                                     | teamsprint (v)        | HF        | halve finale-1: 16.53,06 (+19,78); 5e                          |
| Kateřina Beroušková Karolína Grohová Petra Nováková Barbora Havlíčková | estafette (v)         | 11e       | 14.06,2 14.49,4 12.45,3 13.36,2 totaal: 55.17,1 (+3.52,8)      |

### Noordse combinatie
| Olympiër                                               | Onderdeel                | Resultaat | Prestatie |
| ------------------------------------------------------ | ------------------------ | --------- | --- |
| Lukáš Danek                                            | gundersen normale schans | DSQ       | schansspringen: gediskwalificeerd |
| Lukáš Danek                                            | gundersen grote schans   | 46e       | schansspringen: 78.7 pnt (114,0 m); 44e (+4,01) langlaufen: 26.36,1 (46e) totaal: 30.37,1 (+6.44,6)                                                                                |
| Miroslav Dvořák                                        | gundersen normale schans | 21e       | schansspringen: 89.3 pnt (95,5 m); 28e (+2,43) langlaufen: 24.40,4 (14e) totaal: 27.23,4 (+2.32,0)                                                                                 |
| Miroslav Dvořák                                        | gundersen grote schans   | 26e       | schansspringen: 99.9 pnt (119,5 m); 29e (+2,36) langlaufen: 24.23,3 (29e) totaal: 26.59,3 (+3.06,8)                                                                                |
| Ondřej Pažout                                          | gundersen normale schans | 34e       | schansspringen: 95.8 pnt (97,5 m); 22e (+2,19) langlaufen: 25.46,8 (37e) totaal: 28.05,8 (+3.14,4)                                                                                 |
| Ondřej Pažout                                          | gundersen grote schans   | 37e       | schansspringen: 105.2 pnt (124,5 m); 26e (+2,15) langlaufen: 25.32,4 (41e) totaal: 27.47,4 (+3.54,9)                                                                               |
| Tomáš Portyk                                           | gundersen normale schans | 24e       | schansspringen: 89.3 pnt (89,5 m); 29e (+2,45) langlaufen: 24.46,4 (17e) totaal: 27.34,8 (+2.40,0)                                                                                 |
| Tomáš Portyk                                           | gundersen grote schans   | 19e       | schansspringen: 111.5 pnt (120,5 m); 18e (+1,50) langlaufen: 24.04,9 (19e) totaal: 25.54,9 (+2.02,4)                                                                               |
| Tomáš Portyk Ondřej Pažout Lukáš Danek Miroslav Dvořák | landenteam               | 7e        | 112.6 pnt (131,0 m) - 11.41,5 100.1 pnt (123,0 m) - 12.09,3 81.5 pnt (119,5 m) - 12.08,1 88.0 pnt (120,5) - 12.12,2 totaal: 50.07,1 (+3.57,3) (382.2 pnt +1,56); 6e - 48.11,1; 8e) |

### Rodelen
| Olympiër                                      | Onderdeel | Resultaat | Prestatie |
| --------------------------------------------- | --------- | --------- | --- |
| Ondřej Hyman                                  | mannen    | 21e       | run 1: 48,324 (+0,672) (23e) run 2: 48,276 (+0,651) (20e) run 3: 48,313 (+0,779) (25e) run 4: niet gekwalificeerd |
|                                               |           |           | |
| Tereza Nosková                                | vrouwen   | 26e       | run 1: 47,813 (26e) run 2: 48,132 (27e) run 3: 47,921 (27e) run 4: niet gekwalificeerd                            |
|                                               |           |           | |
| Lukáš Brož Antonín Brož                       | dubbels   | 13e       | run 1: 46,570 (+0,750) (12e) run 2: 46,582 (+0,705) (16e) totaal: 1.33,152 (+1,455)                               |
| Matěj Kvíčala Jaromír Kudera                  | dubbels   | 18e       | run 1: 46,818 (+0,998) (16e) run 2: 46,910 (+1,033) (18e) totaal: 1.33,728 (+2,031)                               |
|                                               |           |           | |
| Tereza Nosková Ondřej Hyman L. Brož / A. Brož | estafette | 12e       | 48,238 (12e) 49,178 (10e) 49,645 (11e) totaal: 2.27,061                                                           |

### Schaatsen
| Olympiër          | Onderdeel      | Resultaat | Prestatie                                    |
| ----------------- | -------------- | --------- | -------------------------------------------- |
| Karolina Erbanová | 500 m (v)      | Brons     | 37,34 (+0,40)                                |
| Karolina Erbanová | 1000 m (v)     | 7e        | 1.14,95 (+1,39)                              |
| Martina Sáblíková | 3000 m (v)     | 4e        | 4.00,54 (+1,33)                              |
| Martina Sáblíková | 5000 m (v)     | Zilver    | 6.51,85 (+1,62)                              |
| Nikola Zdráhalová | 1000 m (v)     | 19e       | 1.16,43 (+2,87)                              |
| Nikola Zdráhalová | 1500 m (v)     | 11e       | 1.58,03 (+3,68)                              |
| Nikola Zdráhalová | 3000 m (v)     | 15e       | 4.11,36 (+12,15)                             |
| Nikola Zdráhalová | massastart (v) | 8e        | HF-2: 60 pnt; 1e finale: 1 pnt; 8e (8.41,35) |

### Schansspringen
| Olympiër                                                     | Onderdeel          | Resultaat | Prestatie                                                                                              |
| ------------------------------------------------------------ | ------------------ | --------- | --- |
| Lukáš Hlava                                                  | grote schans (m)   | 52e       | kwalificatie: 62.2 pnt (106,5 m)                                                                       |
| Roman Koudelka                                               | normale schans (m) | 25e       | kwalificatie: 114.5 ptn (97,5 m); 24e finale: 209.2 pnt (103.5 (98,0 m); 26e - 105.7 (103,0 m); 19e    |
| Roman Koudelka                                               | grote schans (m)   | 25e       | kwalificatie: 80.9 pnt (116,5 m); 41e finale: 223.0 pnt' (115.9 (125,5 m); 25e - 107.1 (122,0 m); 25e) |
| Čestmír Kožíšek                                              | normale schans (m) | 54e       | kwalificatie: 80.6 pnt (81,0 m)                                                                        |
| Čestmír Kožíšek                                              | grote schans (m)   | 29e       | kwalificatie: 104.0 pnt (132,5 m); 23e finale: 205.1 pnt (112.0 (124,5 m); 28e - 93.1 (113,0 m); 29e)  |
| Viktor Polášek                                               | normale schans (m) | 44e       | kwalificatie: 90.1 ptn (88,0 m); 47e finale: 81.9 pnt (92,0 m)                                         |
| Viktor Polášek                                               | grote schans (m)   | 44e       | kwalificatie: 77.1 pnt (110,5 m); 45e finale: 94.4 pnt (116,5 m)                                       |
| Vojtěch Štursa                                               | normale schans (m) | 53e       | kwalificatie: 81.5 pnt (83,5 m)                                                                        |
| Viktor Polášek Vojtěch Štursa Čestmír Kožíšek Roman Koudelka | landeneam (m)      | 10e       | 95.7 pnt (116,0 m) 78.3 (107,0 m) 84.6 pnt (111,5 m) 111.55 pnt (124,0 m) totaal: 370.1 pnt            |

### Shorttrack
| Olympiër           | Onderdeel  | Resultaat | Prestatie              |
| ------------------ | ---------- | --------- | ---------------------- |
| Michaela Sejpalová | 1500 m (v) | series    | serie 3: 4e (2.30,012) |

### Snowboarden
| Olympiër           | Onderdeel                | Resultaat    | Prestatie |
| ------------------ | ------------------------ | ------------ | --- |
| Petr Horák         | slopestyle (m)           | kwalificatie | kwalificatie, serie 2: 41.93 - 39.05 (15e) |
| Jan Kubičík        | snowboardcross (m)       | 1/8F         | plaatsingsronde: 1.15,73 - 1.16,25 (32e) 1/8F, serie 2: 5e |
|                    |                          |              | |
| Šárka Pančochová   | big air (v)              | kwalificatie | kwalificatie: 65.50 - 30.00 (19e) |
| Šárka Pančochová   | slopestyle (v)           | 16e          | 43.46 - 39.18 |
| Ester Ledecká      | parallelreuzenslalom (v) | Goud         | kwalificatie: 1.28,90 (45,58 + 43,32); 1e 1/8F: won van SUI Patrizia Kummer KF: won van AUT Daniela Ulbing HF: won van GER Ramona Th. Hofmeister F: won van GER Selina Jörg |
| Vendula Hopjáková  | snowboardcross (v)       | KF           | kwalificatie: DNF - DNF (24e) KF, serie 1: DNS |
| Eva Samková        | snowboardcross (v)       | Brons        | kwalificatie: 1.16,84 (1e) KF, serie 1: 2e HF, serie 1: 1e F: 3e |
| Kateřina Vojáčková | big air (v)              | kwalificatie | kwalificatie: 19.00 - 10.50 (26e) |

### IJshockey
| Olympiër | Onderdeel | Resultaat | Prestatie |
| --- | --------- | --------- | --- |
| Patrik Bartošák Michal Birner Roman Červenka Martin Erat Pavel Francouz Dominik Furch Milan Gulaš Roman Horák Michal Jordán Jan Kolář Petr Koukal Jan Kovář Dominik Kubalík Tomáš Kundrátek Tomáš Mertl Vojtěch Mozík Jakub Nakládal Ondřej Němec Adam Polášek Lukáš Radil Michal Řepík Jiří Sekáč Ondřej Vitásek Michal Vondrka Tomáš Zohorna | mannen    | 4e        | groep A 2 - 1 Zuid-Korea 3 - 2 Canada 4 - 1 Zwitserland kwartfinale: 3 - 2 Verenigde Staten halve finale: 0 - 3 Olympische atleten uit Rusland om brons: 4 - 6 Canada |